# Schottische Frauen-Cricket-Nationalmannschaft gegen Irland in der Saison 2023/24
Die Tour der schottischen Frauen-Cricket-Nationalmannschaft gegen Irland in der Saison 2023/24 fand vom 17. bis zum 24. Oktober 2023 in Spanien statt. Die internationale Cricket-Tour war Bestandteil der Internationalen Cricket-Saison 2023/24 und umfasste drei WODIs und zwei WTwenty20s. Irland gewann die WODI-Serie 2–1, während die WTwenty20-Serie unentschieden 1–1 endete.

## Vorgeschichte
Für beide Mannschaften war es die erste Tour der Saison. Das letzte Aufeinandertreffen der beiden Mannschaften bei einer Tour fand in der Saison 2022 in Schottland statt.

## Stadion
Das folgende Stadion wurde als Austragungsorte vorgesehen.
| Stadion                       | Stadt   | Kapazität | Spiele                     |
| ----------------------------- | ------- | --------- | -------------------------- |
| Desert Springs Cricket Ground | Almería | unbekannt | 1. – 3. WODI; 1. & 2. WT20 |

## Kaderlisten
Schottland benannte seine Kader am 22. September 2023.
Irland benannte seine WODI-Kader am 22. September 2023 und seine WT20-Kader am 23. Oktober 2023.
| WODI | WODI | WTwenty20 | WTwenty20 |
| Irland | Schottland | Irland | Schottland |
| --- | --- | --- | --- |
| - Laura Delany (K) - Ava Canning - Alana Dalzell - Georgina Dempsey - Amy Hunter (wk) - Arlene Kelly - Gaby Lewis - Louise Little - Joanna Loughran - Sophie MacMahon - Cara Murray - Leah Paul - Orla Prendergast - Freya Sargent - Rebecca Stokell | - Kathryn Bryce (K) - Olivia Bell - Sarah Bryce (wk) - Darcey Carter - Priyanaz Chatterji - Maryam Faisal - Lorna Jack - Ailsa Lister (wk) - Abtaha Maqsood - Megan McColl - Hannah Rainey - Niamh Robertson-Jack - Nayma Sheikh - Ellen Watson | - Laura Delany (K) - Ava Canning - Alana Dalzell - Georgina Dempsey - Sarah Forbes - Amy Hunter (wk) - Arlene Kelly - Gaby Lewis - Louise Little - Joanna Loughran - Sophie MacMahon - Aimee Maguire - Cara Murray - Leah Paul - Orla Prendergast | - Kathryn Bryce (K) - Olivia Bell - Sarah Bryce (wk) - Darcey Carter - Priyanaz Chatterji - Maryam Faisal - Lorna Jack - Ailsa Lister (wk) - Abtaha Maqsood - Megan McColl - Hannah Rainey - Niamh Robertson-Jack - Nayma Sheikh - Ellen Watson |

## Women’s One-Day Internationals

### Erstes WODI in  Almería
| 17. Oktober Scorecard | Almería | Schottland 211 (47.2)          | – | Irland 171 (41.4) |
|                       |         | Schottland gewinnt mit 40 Runs |   |                   |

Irland gewann den Münzwurf und entschied sich als Feldmannschaft zu beginnen. Als Spielerin des Spiels wurde Kathryn Bryce ausgezeichnet.

### Zweites WODI in Almería
| 19. Oktober Scorecard | Almería | Irland 270-6 (50)          | – | Schottland 191 (39) |
|                       |         | Irland gewinnt mit 79 Runs |   |                     |

Irland gewann den Münzwurf und entschied sich als Schlagmannschaft zu beginnen. Als Spielerin des Spiels wurde Orla Prendergast ausgezeichnet.

### Drittes WODI in Almería
| 21. Oktober Scorecard | Almería | Irland 239 (50)            | – | Schottland 206 (49) |
|                       |         | Irland gewinnt mit 33 Runs |   |                     |

Irland gewann den Münzwurf und entschied sich als Schlagmannschaft zu beginnen. Als Spielerin des Spiels wurde Cara Murray ausgezeichnet.

## Women’s Twenty20 Internationals

### Erstes WTwenty20 in Almería
| 23. Oktober Scorecard | Almería | Schottland 91 (18.4)         | – | Irland 92-2 (16.3) |
|                       |         | Irland gewinnt mit 7 Wickets |   |                    |

Schottland gewann den Münzwurf und entschied sich als Schlagmannschaft zu beginnen. Als Spielerin des Spiels wurde Gaby Lewis ausgezeichnet.

### Zweites WTwenty20 in Almería
| 24. Oktober Scorecard | Almería | Irland 117-7 (20)                | – | Schottland 121-2 (19.1) |
|                       |         | Schottland gewinnt mit 8 Wickets |   |                         |

Irland gewann den Münzwurf und entschied sich als Schlagmannschaft zu beginnen. Als Spielerin des Spiels wurde Sarah Bryce ausgezeichnet.

## Auszeichnungen

### Player of the Match
Als Player of the Match wurden die folgenden Spielerinnen ausgezeichnet.
| Spiel   | Player of the Match |
| ------- | ------------------- |
| 1. WODI | Kathryn Bryce       |
| 2. WODI | Orla Prendergast    |
| 3. WODI | Cara Murray         |
| 1. WT20 | Gaby Lewis          |
| 2. WT20 | Sarah Bryce         |